# Cherepish Ridge
Cherepish Ridge (englisch; bulgarisch Черепишки рид Tscherepischki rid) ist ein schmaler, bis zu 650 m hoher und 1 km langer Gebirgskamm mit nord-südlicher Ausrichtung auf der Livingston-Insel im Archipel der Südlichen Shetlandinseln. In den Tangra Mountains ragt er 1,9 km nordnordwestlich des Helmet Peak, 6,3 km östlich des Kuzman Knoll und 4,7 km südöstlich des Atanasoff-Nunataks auf.
Bulgarische Wissenschaftler kartierten ihn zwischen 2004 und 2005. Die bulgarische Kommission für Antarktische Geographische Namen benannte ihn 2005 nach ein Kloster in der Iskar-Schlucht im Westen Bulgariens.